# Сегал, Джонатан
Джонатан Сегал (англ. Jonathan Sagall; род. 23 апреля 1959) — израильский и канадский актёр и режиссёр.

## Биография
Джонатан Сегал родился в Торонто. В возрасте 11 лет он вместе с родителями репатриировался в Израиль.
В 1978 году Джонатан сыграл роль Момо в молодёжной комедии режиссёра Боаза Давидзона «Горячая жевательная резинка». В 1983 году он снялся в фильме Амоса Гутмана «Зачумлённый». В 1993 году Сегал снялся у Стивена Спилберга в фильме «Список Шиндлера», исполнив роль Полдека Пфефферберга.

## Фильмография
| Год  |    | Русское название                                   | Оригинальное название                           | Роль               |
| ---- | -- | -------------------------------------------------- | ----------------------------------------------- | ------------------ |
| 1977 | тф | —                                                  | The Man with the Power                          | техник-связист     |
| 1977 | тф | Любовный роман: История Элеонор и Лу Гериг         | A Love Affair: The Eleanor and Lou Gehrig Story | чертёжник          |
| 1978 | ф  | Горячая жевательная резинка                        | Lemon Popsicle                                  | Момо               |
| 1979 | ф  | Горячая жевательная резинка 2: Постоянная подружка | Lemon Popsicle 2                                | Момо / Бобби       |
| 1979 | в  | —                                                  | The New Media Bible: Book of Genesis            | Иосиф              |
| 1981 | ф  | Горячая жевательная резинка 3                      | Lemon Popsicle 3                                | Момо / Бобби       |
| 1982 | ф  | Зачумлённый                                        | Nagu’a                                          | Роби               |
| 1982 | ф  | Рядовой Попсикл, или Трое неразлучных в армии      | Private Popsicle: Lemon Popsicle 4              | Момо / Бобби       |
| 1983 | ф  | Горячая жевательная резинка 5: Маленький роман     | Lemon Popsicle 5                                | Момо / Бобби       |
| 1983 | ф  | —                                                  | Ha-Megillah ’83                                 | н/д                |
| 1984 | ф  | Маленькая барабанщица                              | The Little Drummer Girl                         | Тедди              |
| 1987 | ф  | Горячая жевательная резинка 7: Молодая любовь      | Lemon Popsicle 7                                | Бобби              |
| 1988 | ф  | Горячая жевательная резинка 8: Летний блюз         | Summertime Blues: Lemon Popsicle 8              | Бобби              |
| 1990 | с  | —                                                  | Sipurim LeSaat Layla Meucheret                  | н/д                |
| 1992 | с  | Тропическая жара                                   | Tropical Heat                                   | Джимми             |
| 1993 | ф  | Список Шиндлера                                    | Schindler’s List                                | Полдек Пфефферберг |
| 1995 | с  | Полицейские под прикрытием                         | Tropical Heat                                   | Рутгер             |
| 1995 | в  | Смертельный захват                                 | Deadly Outbreak                                 | Галло              |
| 1999 | ф  | Городское чувство                                  | Kesher Ir                                       | Эмануэль           |
| 2003 | с  | Звёздный охотник                                   | Tracker                                         | Сальваторе         |
| 2007 | с  | —                                                  | Ha-Makom                                        | Ассаф Рафаэли      |